# アビトゥーア
アビトゥーア（ドイツ語: Abitur）は、元々ラテン語: examen abiturium （試験＋去ること=卒業試験）から派生した語で、ドイツ語圏では省略形の「アビ」（ドイツ語: Abi）とも言う。国内およびヨーロッパ各国での「大学へ進学するための資格試験」という意味で使用され、ドイツとフィンランドでは、中等教育（secondary school）修了時に高等教育機関への入学資格試験としてアビトゥーアが実施されている。そのため、日本の高校卒業資格や米国のハイ・スクール・ディプロマと同様の機能も有しているが、アビトゥーアは全ての大学に入学が可能となる共通一次試験のような役割を担い、一度合格すれば大学受験を必要としないという点で本質的な役割が異なる。
試験に合格すると、ギムナジウムの成績と合わせた「アビツォイグニス」とも呼ばれる「一般大学教育を受ける資格証書（Zeugnis der Allgemeinen Hochschulreife）」を取得し、合格者は点数によって進学可能な範囲にある大学を選び、進学することができる。

## ドイツ
ドイツのアビトゥーアは、日本の小学校5年生から大学1年生に当たるギムナジウムの生徒が、生徒の最終学年である第12学年(第13学年の州もある）に、2回まで受けることができる卒業試験で、全国統一のものだが、各州の難易度が異なっている。例えば、バイエルン州での合格は難しい。試験科目は、最低6科目・最高12科目までの各科目15点満点のテストである。例えば、6科目を受ける場合、5つの筆記試験と1つの口頭試験を受験する。試験科目は、必須科目を除くと比較的自由に選択できるが、希望する大学の学部との折り合いを考えて選ばなくてはならない。例えば、歴史を学びたい生徒には、ラテン語は大学側の既習条件に入っていることが多い。医学部志望者は、生物学や化学は必須科目とは別であっても修得した証拠を必要とされるので受けなければならない。

### アビツォイグニスとアビツォイグニスの点数
アビトゥーア試験合格者に与えられる「アビツォイグニス」と呼ばれる資格証書は、複雑な計算の結果、最高点1.0から最低点4.0までの点数に決定される。これは「アビツォイグニスの点数」と呼ばれる生徒の一生にかかわる数字である。この点数は、生徒の最終学年である第12学年とその前年の第11学年の授業の成績表の中から、試験に受験した必須科目と選択科目の成績だけを抜き出して集計し、さらに各科目の修得単位数を掛合せたものを合計して授業からの成績を得点化する。この授業得点に、生徒の受験したアビトゥーア試験の成績を各州で決められた方法で計算し合計したものを加算すると、「アビツォイグニスの点数」となる。この点数は、大学、そしてさらに各学部によって異なる入学許可条件の基準点数となっている。大学入学を申込みをする時には、生徒は「アビツォイグニス」を提出し、大学側は、選考結果によって個別に入学許可を与える仕組みである。尚、大学進学をしない生徒にとっても、就職選考の際に「アビツォイグニスの点数」が大切なものとなる。
大学や学部によっては、アビトゥーアの平均点と待機期間による入学者の選抜を行うところもある。かつて男子の兵役があった頃は、兵役を済ませていると有利だったが、現在は兵役はないので、こうした男女の差別はない。大学、学部によっては（例えば音楽大学や医学部など）面接などの独自の選考を行うこところもある。大学進学希望者の増加につれて、アビツォイグニスに加えて、色々な選抜条件が入学申込みに際して増えている現状がある。

### 日本の大学入学資格への追加
1995年、日本の大学入学資格にアビトゥア資格を有する者で18歳に達したものが追加された。
2019年1月、18歳の年齢制限は撤廃された。

## オーストリアおよびスイス
オーストリアとスイス（ドイツ語圏）では、アビトゥーア同様の資格試験「マトゥーラ（ドイツ語: Matura）」が実施されている。この名称の語源はラテン語: examina matura （試験＋成熟=（高校卒業のための）習熟度試験）である。

## フィンランド
フィンランドでもドイツと同様に、アビトゥーア試験を実施している。

## その他の国・地域
- その他のドイツ語圏あるいは中欧スラヴ語圏でも、大学入学資格試験である。
- フランス語圏では、リセの生徒が受けるバカロレア（その省略形「バック」）がアビトゥアに相当する。